# Buckleria negotiosus
Buckleria negotiosus là một loài bướm đêm thuộc họ Pterophoroidea. Loài này có ở Nam Phi.
Sải cánh dài ca. 13 mm. Con trưởng thành bay vào tháng 2. Ấu trùng ăn Drosera.